# Mercedes-Benz-Werk Sindelfingen
Koordinaten: 48° 42′ 0″ N, 8° 59′ 24″ O

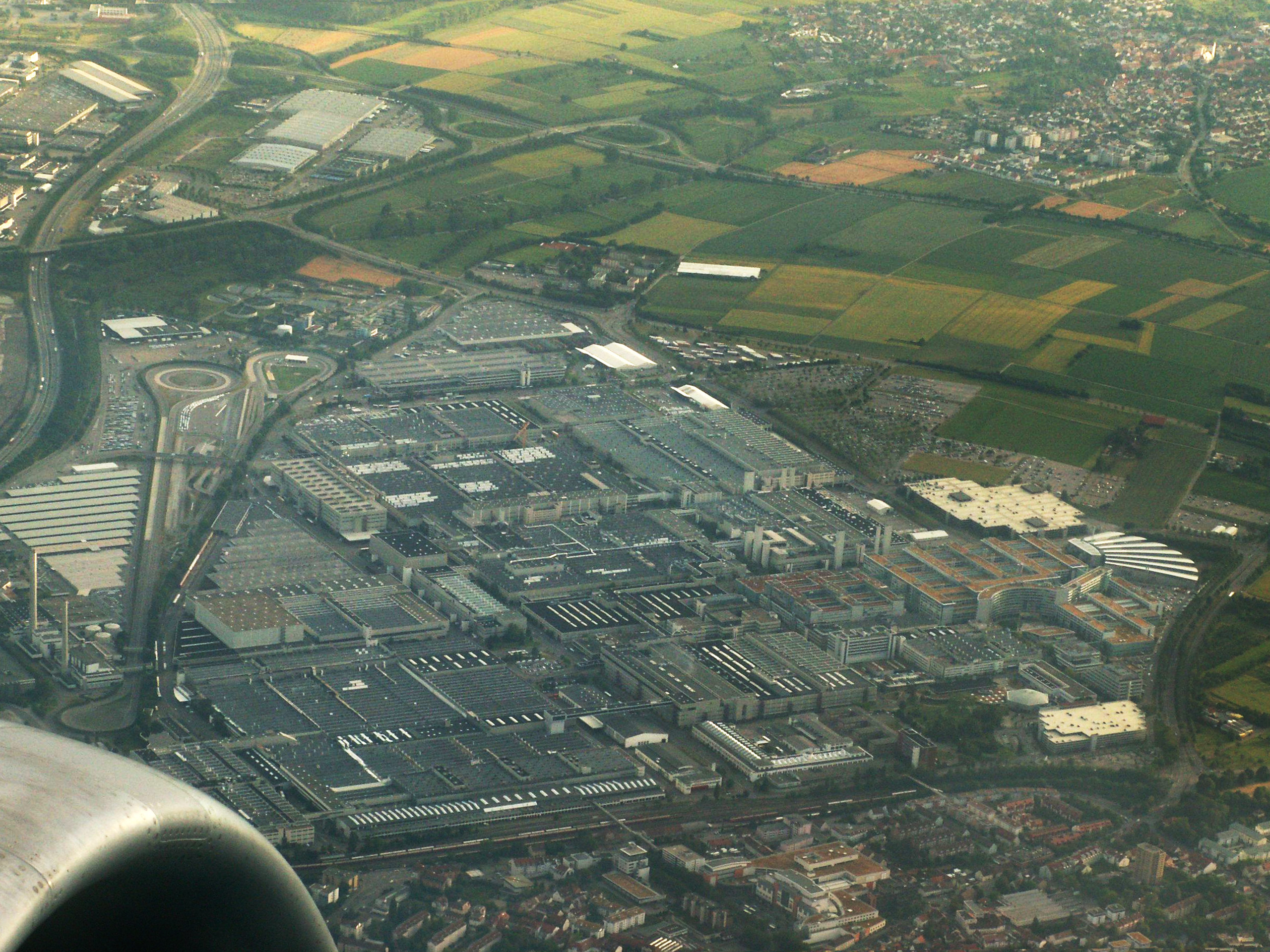
Das Mercedes-Benz Werk Sindelfingen aus der Luft (2005).

Das Mercedes-Benz-Werk Sindelfingen ist das Stammwerk und größte Entwicklungswerk des deutschen Automobilherstellers Mercedes-Benz Group AG. Mit einer Gesamtfläche von über 2,9 km² ist das Werk insgesamt das fünftgrößte der Welt. Das zum Geschäftsfeld Mercedes-Benz Cars gehörende Werk in der Stadt Sindelfingen beschäftigt rund 35.000 Mitarbeiter (Stand 31. Dezember 2017), davon etwa 10.000 in Forschung und Entwicklung sowie anderen Zentralbereichen. Damit ist es gemessen an der Anzahl der Angestellten nach dem Volkswagenwerk Wolfsburg und dem Audi-Werk Ingolstadt die drittgrößte Fabrikanlage in Deutschland. Im Jahr 2017 wurden hier mehr als 300.000 Fahrzeuge produziert, was rund 15 % des weltweiten Absatzes von Mercedes-Benz Cars entspricht. Das Fabrikgelände umfasst 2.955.944 m², wobei die reine Produktionsfläche 1.305.557 m² beträgt.

## Geschichte

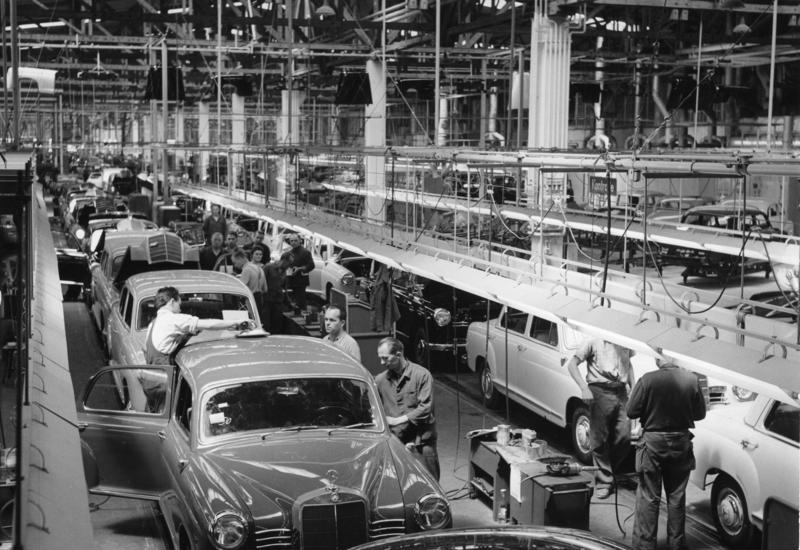
Fließbandproduktion im Werk Sindelfingen (1956)

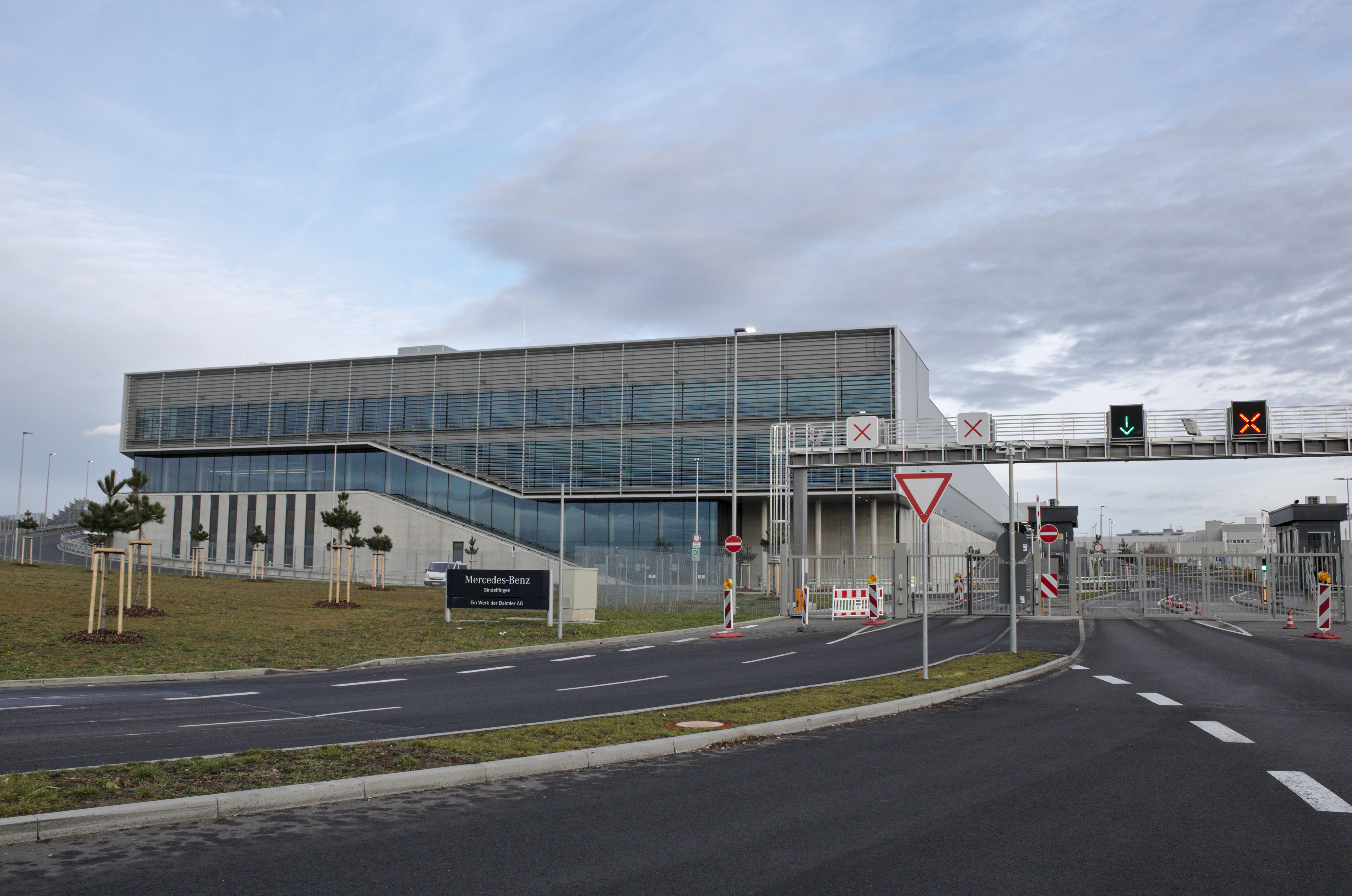
Factory 56 (2020)

Das Werk Sindelfingen wurde 1915 durch die Daimler-Motoren-Gesellschaft gegründet. In den Anfangszeiten wurden hauptsächlich Flugzeuge und Flugmotoren, wie beispielsweise der Mercedes D III hergestellt, weshalb das Werk damals über eine Flug- und Landebahn verfügte. 1919 wurde schließlich der erste Personenkraftwagen gefertigt. Nach der Fusion der Daimler-Motoren-Gesellschaft mit der von Carl Benz mitgegründeten Benz & Cie. im Jahre 1926 wurde der gesamte Karosseriebau des neuen Konzerns Daimler-Benz ins Werk Sindelfingen verlagert. Ein Jahr später wurden die Fahrzeuge zum ersten Mal mittels Fließbandfertigung montiert, welche von Wilhelm Friedle, dem damaligen Betriebsdirektor im Werk Sindelfingen, eingeführt wurde. 1929 wurde im Werk das erste Presswerk installiert. Der Begriff Sindelfinger Karosserie wurde in der darauffolgenden Zeit zum Qualitätsbegriff. Mit der Zeit wurden mit steigendem Absatz auch mehr Arbeiter benötigt. 1938 beschäftigte das Werk ca. 6.500 Mitarbeiter.
Im Zweiten Weltkrieg wurde Daimler-Benz zu einem der größten Produzenten von Rüstungsgütern. Dies wurde auch gewährleistet durch den Einsatz von Zwangsarbeitern, die nach Deutschland verschleppt wurden, davon waren in Sindelfingen in Daimler-eigenen Werkslagern etwa 3.000 Frauen, Kinder und Männer vorwiegend aus der Sowjetunion und Polen. Aufgrund des industriellen Rüstungspotentials wurde die Stadt Sindelfingen im Krieg sehr stark zerstört, auch das Werk Sindelfingen erlitt große Verluste. Ab 1945 wurde mit dem Wiederaufbau begonnen, die Produktion des Typ 170 V wurde als einzige weitergeführt. 1950 wurde aufgrund der steigenden Produktion und der Verlagerung der PKW-Endmontage vom Werk Untertürkheim nach Sindelfingen der Zweischichtbetrieb in Sindelfingen eingeführt. Im Jahr 1955 wurden 80.500 PKW gefertigt.
1972 erschien mit dem Mercedes-Benz W 116 die erste S-Klasse. Sie wurde einzig in Sindelfingen gefertigt, was sich bis heute mit dem aktuellen Modell der S-Klasse (W 223) nicht geändert hat.
Von 2002 bis 2012 wurden am Standort Sindelfingen zusätzlich Luxus-Limousinen von der Maybach-Manufaktur, einer ehemaligen Sparte der Daimler AG, produziert.
2015 wurde die Marke von 20 Millionen produzierten Fahrzeugen aus dem Werk Sindelfingen überschritten. Das Werk Sindelfingen war bis 2015 das absatzstärkste Werk der Daimler AG, bis es vom Mercedes-Benz-Werk Bremen überholt wurde. In Sindelfingen wurden im Jahr 2015 ca. 319.000 Fahrzeuge montiert, in Bremen ca. 324.000.
Um die S-Klasse der Baureihe 223 zu fertigen, investierte die Daimler AG rund 730 Millionen Euro in eine neue Halle – die Factory 56 – im Westen des Werks. 2020 startete die Produktion in der neuen Halle; sie ist voll digitalisiert und CO2-neutral. Dies wird durch Ökostrom, aber auch über zugekaufte Klimazertifikate erreicht. Die Factory 56 produziert einen Großteil ihres Stroms über Solarfelder auf dem Dach; die Solarenergie wird in umfunktionierten Hochvolt-Autobatterien gespeichert. Der Energieverbrauch gegenüber bisherigen Werken konnte um 25 Prozent reduziert werden – unter anderem fällt durch Fenster in der Decke Tageslicht in die Halle.
Mit dem 2021 vorgestellten EQS, der ebenso in der Factory 56 hergestellt wird, fertigt Daimler erstmals auch ein Elektroauto im Werk Sindelfingen.

## Produktion
| Jahr | Fahrzeuge |
| ---- | --------- |
| 2011 | 484.014   |
| 2012 | 424.609   |
| 2013 | 402.387   |
| 2014 | 367.313   |
| 2015 | 319.192   |
| 2016 |           |
| 2017 | 310.000   |

Aktuell (Stand September 2022) werden in Sindelfingen folgende Modelle endmontiert:
- E-Klasse Limousine
- E-Klasse T-Modell
- CLS
- EQS[8]
- GLC
- S-Klasse
- Mercedes-Maybach S-Klasse
- Mercedes-AMG GT
- Mercedes-AMG GT 4-Türer
- Sonderschutzfahrzeuge
- GLA (um Nachfragespitzen zu decken)

Zudem befindet sich hier das Mercedes-Benz Technology Center (PKW-Entwicklungsabteilungen) für Design, Karosserie und Fahrwerk.

## Heizkraftwerk

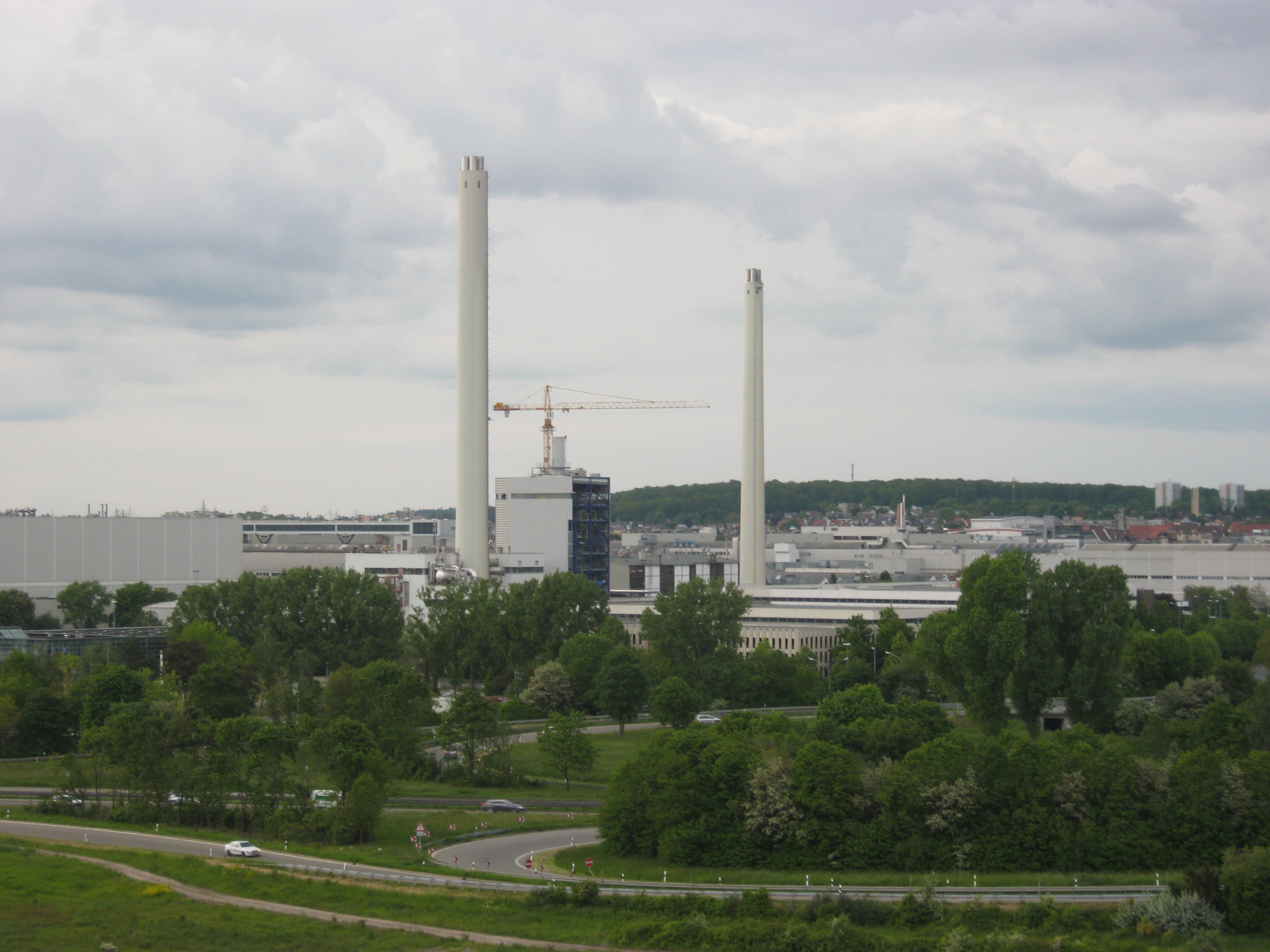
Daimler-Heizkraftwerk Sindelfingen

Seit 1960 verfügt das Werk über ein auf dem Werksgelände stehendes KWK-Heizkraftwerk. Damit deckt das Werk Sindelfingen den gesamten Bedarf an Wärme und ein Drittel des Strombedarfs. Dort werden im Jahr rund 165 GWh Strom erzeugt, wovon ca. 65 GWh in Form von Wärmeenergie an die Stadtwerke Sindelfingen verkauft werden.

## Auszeichnungen
Im Juni 2008 erhielt das Werk den J. D. Power Platinum Award für die automobile Fertigungsstätte mit der am besten gelieferten Qualität weltweit und den J. D. Power Gold Award für die Baureihen S- und E-Klasse.
Die Fachzeitschrift Produktion hat das Werk Sindelfingen als Fabrik des Jahres 2010 im Bereich Hervorragendes Qualitätsmanagement ausgezeichnet. Als herausragend bewerteten die Juroren beim Werk Sindelfingen das sehr hohe Niveau der Produktqualität, die Qualitätsverbesserungen sowie die beeindruckende Leistungssteigerung in den vergangenen Jahren.